# Jesper Falck
Jesper Falck (* 4. Dezember 1970 in Kopenhagen) ist ein ehemaliger dänischer Fußballspieler.

## Karriere
Falck wechselte im Januar 1994 vom FC Roskilde zum Erstligisten Lyngby BK. Für Lyngby kam er zu fünf Einsätzen in der Superliga. Zur Saison 1994/95 wechselte er zum Zweitligisten AB Gladsaxe. Mit Gladsaxe stieg er 1996 in die höchste dänische Spielklasse auf. Für den Verein kam er in den folgenden drei Spielzeiten zu 81 Einsätzen in der Superliga, in denen er 14 Tore erzielte. Zur Saison 1999/2000 wechselte der Mittelfeldspieler innerhalb der Liga zum Herfølge BK. Mit Herfølge wurde er in jener Spielzeit Meister. Gemeinsam mit Kenneth Jensen war er mit zehn Toren der beste Torschütze in der Meistersaison des HBK.
Nach weiteren zehn Einsätzen zu Beginn der Saison 2000/01 für den amtierenden Meister kehrte Falck im Oktober 2000 nach Gladsaxe zurück. Dort kam er bis Saisonende zu 21 Superligaeinsätzen. Zu Beginn der Saison 2001/02 absolvierte er sechs Partien für AB, ehe er im September 2001 an den österreichischen Bundesligisten Schwarz-Weiß Bregenz verliehen wurde. Für die Bregenzer kam er zu 17 Einsätzen in der Bundesliga, ehe er im April 2002 dann wieder nach Gladsaxe zurückkehrte. Dort absolvierte er bis Saisonende zehn weitere Partien. In der Saison 2002/03 spielte er 28 Mal, in der Saison 2003/04 kam er zu 32 Einsätzen in der höchsten dänischen Spielklasse. Mit AB stieg er 2004 wieder aus der Superliga ab.
Daraufhin kehrte er zur Saison 2004/05 zum unterklassigen Roskilde zurück. Im Januar 2005 wechselte er zum Zweitligisten B.93 Kopenhagen, mit dem er zu Saisonende aus der 1. Division abstieg. Bei B.93 beendete er im Januar 2007 seine Karriere.